# Emma T. Åberg
Emma Tomasdotter Åberg, Emma Karin Tomasdotter Åberg, född 8 november 1984, är en svensk skådespelare, manusförfattare, dokumentärfilmare och filmproducent. Hon var aktiv i teatergruppen UngaTur. Hon är mest känd för rollen som vampyren Vega i den svenska vampyrfilmen Frostbiten, en roll som hon fick stort beröm för av många filmkritiker som menade hon var en av filmens bästa element.[källa behövs] Hon har numera lagt skådespelarkarriären bakom sig.

## Utbildningar
- Filmgymnasiet i Visby
- Skara Skolscen (2006)

## Filmografi (filmer som haft svensk premiär)
- 2004 – Kärlekens språk - Sabine
- 2005 – En fågel i en bur
- 2006 – Frostbiten - Vega
- 2007 – Vinterdrömmar - flickan

## Teater

### Roller (ej komplett)
| År   | Roll | Produktion                 | Regi           | Teater     |
| ---- | ---- | -------------------------- | -------------- | ---------- |
| 2001 | Ruby | Maratondansen Horace McCoy | Andreas Lindal | Turteatern |